# Postřižiny (film)
Postřižiny je devátý celovečerní film režiséra Jiřího Menzela z roku 1980 podle knihy Bohumila Hrabala. Natáčel se zejména v Počátkách a v Dalešicích, zejména pak v tamějším pivovaru. Film vypráví o pivovaru a rodině jeho správce (ve skutečnosti nevlastního otce Bohumila Hrabala) za první republiky. Sám Hrabal žil v pivovaru v Polné v letech 1915–1919 a poté v Nymburce, kde byl jeho nevlastní otec také správcem pivovaru.

## Děj filmu
Málomluvný správce a sládek nymburského pivovaru Francin (Jiří Schmitzer) má krásnou a poněkud živější manželku Maryšku (Magda Vášáryová). Kromě ní mu dělá starosti kvalita a odbyt piva a také jeho hlučný bratr Pepin (Jaromír Hanzlík), vyučený obuvník, který za ním přijel na návštěvu. Pepin je nakonec v pivovaru zaměstnán. Jeho přítomností trpí zejména jeden ze zaměstnanců, kterému se nezřídka stane úraz tehdy, když se do jeho blízkosti nachomýtne Pepin. Symbolem malého města jsou kromě kašny i dlouhé vlasy paní sládkové, která se však jednoho dne rozhodne ostříhat.

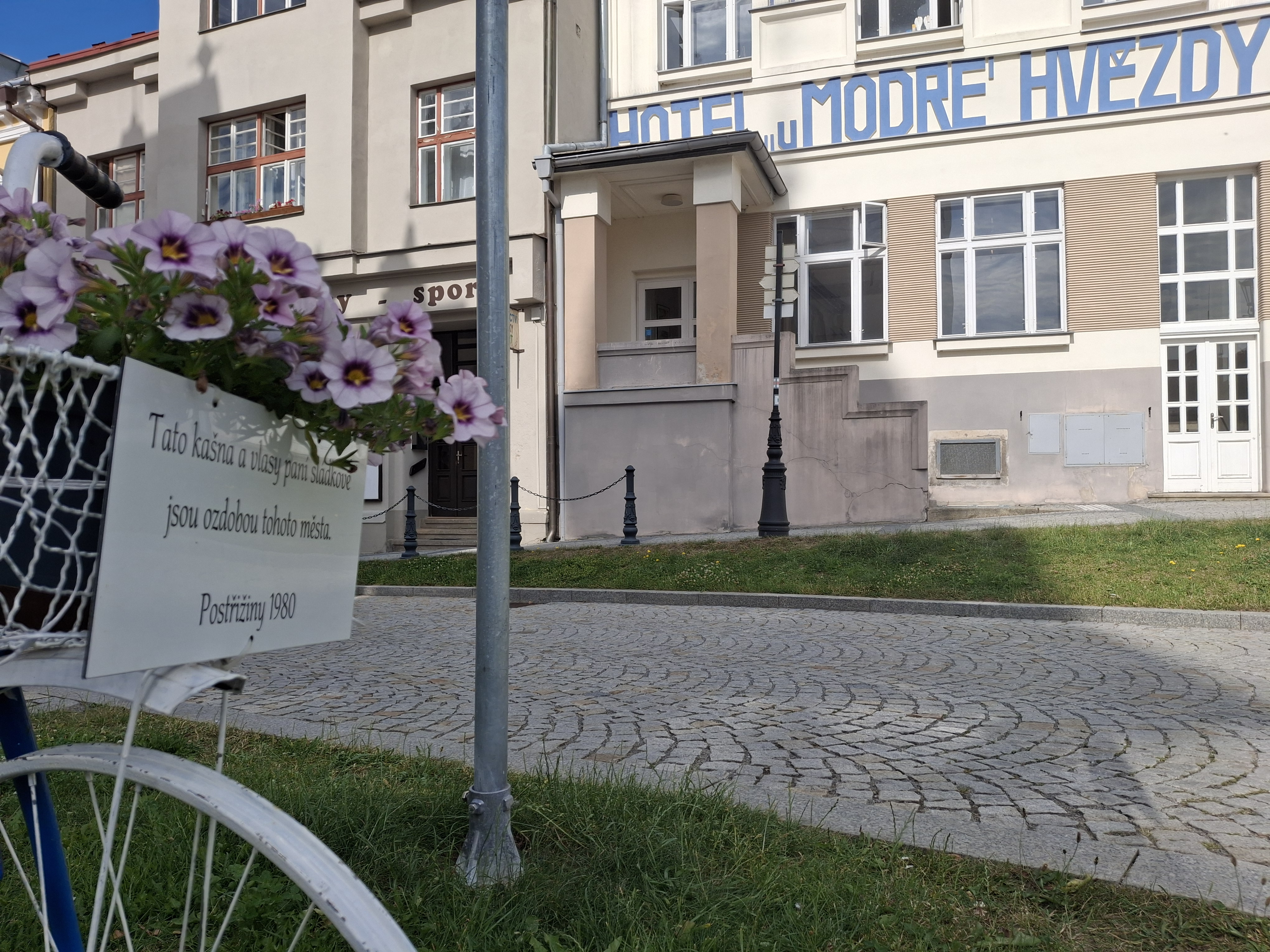
Hotel u Modré hvězdy, kde se natáčel film Postřižiny (Počátky)

## Citáty a hlášky
„Ten Francin je nějaké chabrus na nervy, měl by si, podle spisku páně Batisty, omévat přirození vlažnó vodó."
"Nudíte se? Kupte si medvídka mývala!"
"Tato kašna a vlasy paní sládkové jsou ozdobou tohoto města"

## Návštěvnost
- Postřižiny se staly nejnavštěvovanějším českým filmem roku 1981. V českých kinech jej v tom roce vidělo 1 998 346 diváků, ve slovenských pak 80 765 diváků.[3]
- Od své premiéry v únoru 1981 až do 31. prosince 1987 vidělo film v českých kinech v rámci 14 770 představení celkem 2 716 928 diváků.[4]
- Od své premiéry v únoru 1981 až do 30. června 1995, kdy byl vyřazen z distribuce, vidělo film v českých kinech v rámci 15 620 představení celkem 2 747 695 diváků.[5]